# Хачатурян Арам Ілліч
Ара́м Іллі́ч Хачатуря́н (вірм. Արամ Խաչատրյան, рос. Арам Хачатурян; 24 травня (6 червня) 1903, Тбілісі — 1 травня 1978, Москва) — композитор, диригент, педагог, музично-суспільний діяч, народний артист СРСР (1954), Герой Соціалістичної Праці (1973), академік АН Вірменської РСР (1963). Дядько Карена Хачатуряна.

## Біографія
Був четвертим сином у родині бідного ремісника. 1921 року разом із групою вірменської молоді А. Хачатурян виїхав у Москву і вступив на підготовчі курси Московського університету, потім став студентом факультету фізики й математики. Через рік 19-літній Хачатурян вступив у Гнесінське музичне училище.
Саме в ті роки Хачатурян уперше в житті потрапив на симфонічний концерт і був вражений музикою Л. Бетховена і Рахманінова. «Танець для скрипки і фортепіано» став першою роботою композитора. «Як і всі скрипалі, я пишаюся тим, що перша серйозна робота А. Хачатуряна, його „танець“, був написаний для скрипки. Композитор відчуває скрипку, як дійсний майстер — віртуоз», — сказав Давид Ойстрах про Хачатуряна.
1929 року Хачатурян вступив у симфонічний клас Московської консерваторії, яку блискуче закінчив 1934 року і вступив до аспірантури. Ще до студентських років відносяться такі його твори, як пісня-поема для скрипки з фортепіано (1929), токата для фортепіано (1932), тріо для фортепіано, скрипки й кларнета (1932). Далі Хачатурян написав 1-ю симфонію (1934), концерти з оркестром для фортепіано (1936) і для скрипки (1940). Під час Другої світової війни працював на всесоюзному радіо, писав патріотичні пісні й марші.
У 1939 році Хачатурян написав перший вірменський балет «Щастя». Але вади лібрето балету змусили переписати більшу частину музики, і в такий спосіб «народилася» «Ґаяне». Прем'єра балету відбулася у важкі роки Другої світової війни, узимку (3 грудня 1942 року). В 1943 році за цей балет Хачатурян одержав сталінську премію першого ступеня — одну з найвищих нагород того часу в сфері культури. Через дуже короткий час після прем'єри цей балет завоював всесвітню славу. Балет «Спартак» став найбільшою роботою Хачатуряна після війни. Партитура балету була завершена в 1954 році, а в грудні 1956 року відбулася прем'єра. Відтоді цей балет став «частим гостем» на найкращих сценах світу.
Одночасно Хачатурян працював у театрі й кіно: «Маскарад», «Зангезур», «Пепо», «Володимир Ілліч Ленін», «Російська проблема», «Секретна Місія», «у них є Батьківщина», «адмірал Ушаков», «Джордано Бруно», «Отелло», «Сталінградська битва» та інших. З 1950 року Хачатурян виступав як диригент, гастролював з авторськими концертами в багатьох містах СРСР і за кордоном.
З 1950 року викладав композицію в Московській консерваторії і в інституті ім. Гнесіних (з 1951 — професор). Серед його учнів — А. Я. Ешпай і М. Л. Тарівердіев. З 1957 року А. І. Хачатурян займав пост секретаря Спілки композиторів СРСР.

## Твори

### Балети
- Щастя (Счастье) — Балет у трьох частинах з епілогом, 1939
- Ґаяне (Гаянэ) — Балет у чотирьох частинах з епілогом, 1942, редакція 1952, 1957
- Спартак — Балет у чотирьох частинах з епілогом, 1954, прем'єра: Ленінград 1956

### Для симфонічного оркестру
- 3 симфонії (1934, 1944, 1947)
- Танцювальна сюїта1933
- Два танці — 1935
- Ода пам'яті В. І. Леніна — 1949
- Сталінградська битва — 1949
- Урочиста поема — 1952
- Вітальна увертюра (Приветственная увертюра) — до відкриття XXI з'їзду КПРС, 1958

Сюїти
- Сюїта з балету «Щастя» № 1 — 1939
- Сюїта з балету «Щастя» Nr.2 — 1939
- Сюїта з балету «Гаяне» № 1 — 1943
- Сюїта з балету «Гаяне» № 2 — 1943
- Сюїта з балету «Гаяне» № 3 — 1943
- Сюїта з музики до спектаклю «Маскарад» — 1943
- Сюїта з музики до фільму «Сталінградська битва» — 1949
- Сюїта з музики до спектаклю «Валенсіанська вдова» — 1953
- Сюїта з балету «Спартак» № 1 — 1955-57
- Сюїта з балету «Спартак» № 2 — 1955-57
- Сюїта з балету «Спартак» № 3 — 1955-57
- Сюїта з музики до спектаклю «Лермонтов» — 1953
- Сюїта з балету «Спартак» № 4 — 1967

### Для духових оркестрів
- Марш для духового оркестру № 1 — 1929
- Марш для духового оркестру № 2 — до десятиліття Вірменської РСР, 1930
- Обробка вірменських народних пісень — для духового оркестра, 1933
- Обробка узбецьких народних пісень — для духового оркестра, 1933
- Героям Вітчизняної війни — марш для духового оркестра, 1942
- Марш Московської Червонопрапорної міліції — 1973

### Для інструментів соло з оркестром
- Концерт для фортепіано з оркестром — 1936
- Концерт для скрипки з оркестром — 1940
- Концерт для віолончелі з оркестром — 1946
- Рапсодія для віолончелі з оркестром — 1961/62
- Рапсодія для скрипки з оркестром — 1963
- Рапсодія для фортепіано з оркестром — 1967

### Вокально—інструментальні твори
- Поема про Сталіна (1938)
- Три арії (Поема, Легенда, Дифірамб), для високих голосів і оркестру (1946)
- Ода радості для солістів з оркестром (1956)
- Балада про Батьківщину, для солістів з оркестром (1961)

### Камерно-інструментальні твори
- Танок B-Dur op.1 — для скрипки і фортепіано, 1926
- Пісня-поема (на честь ашугів) — для скрипки і фортепіано, 1929
- Allegretto — для скрипки і фортепіано, 1929
- Струнний квартет (1931)
- Тріо для кларнету, скрипки і фортепіано (1932)
- Сюїта — для альта і фортепіано, 1929-32
- Танок — для балалайки і домри, 1929-32
- Подвійна фуга — для струнного квартету, 1932
- Скрипкова соната — 1932

### Для інструментів соло
Для фортепіано
- Поема (1925)
- Поема (1926)
- Вальс-етюд (1926)
- Andantino (1926)
- Варіації на тему Сольвейґ (1928)
- 7 речетативів і фуг (1928, 1966)
- Хореографічний вальс (1944)
- Три п'єси (Ostinato, Романс, Фантастичний вальс) (1945)
- Альбом для дітей № 1 (1947)
- Вальс-маскарад (1952)
- Сонатіна (1959)
- Соната (1961)
- Альбом для дітей № 2 (1965)

та інші твори
Для струнних інструментів
- Соната-фантазія C-Dur — для віолончелі соло, 1974
- Соната — для скрипки соло, 1975
- Соната — для альта соло, 1976

### Інше
- Пісні
- Музика до вистав і кінофільмів
- Транскрипції

## Нагороди
Арам Хачатурян — лауреат Сталінської (1941, 1943, 1946, 1950), Ленінської (1959) і Державної премій (1971), Державної премії Вірменської РСР (1965). Нагороджений орденом Леніна (1939), орденом Трудового Червоного Прапора (1946), медалями.
31 жовтня 2006 р. у Москві відкритий пам'ятник Араму Хачатуряну. Скульптор Георгій Франгулян і архітектор Ігор Воскресенський. У церемонії відкриття брали участь президент Вірменії Роберт Кочарян, мер Москви Юрій Лужков і дружина російського президента Людмила Путіна.